# NGC 5981
NGC 5981 ist eine Spiralgalaxie vom Hubble-Typ Sc im Sternbild Drache am Nordsternhimmel. Sie ist schätzungsweise 120 Millionen Lichtjahre von der Milchstraße entfernt und hat einen Durchmesser von etwa 65.000 Lichtjahren.
Gemeinsam mit NGC 5982 und NGC 5985 bildet sie das Galaxientrio Holm 719 oder KTG 64 und Mitglied der NGC 5982-Gruppe zu der weiterhin noch NGC 5976, NGC 5987 und NGC 5989 gehören.
Das Objekt wurde am 6. Mai 1850 von George Stoney, einem Assistenten von William Parsons, entdeckt.